# Confrérie de Saint Vincent et des Grumeurs de Santenay
La Confrérie de Saint-Vincent et des grumeurs de Santenay est une confrérie bachique de Bourgogne basée à Santenay (Côte d'Or).

## Historique

### Les sociétés de secours mutuels
C’est au XIXe siècle qu’ont été créées les sociétés de secours mutuels dont la vocation était de secourir ses membres malades ou endeuillés. Les confrères – artisans et vignerons – se mobilisaient alors, pour effectuer les travaux. Soutien et entraide étaient les mots d’ordre de ces confréries d’inspiration chrétienne. Établie en 1856 et modifiée après les décrets de 1864 et 1870, celle de Santenay prit pour nom La Fraternelle, le 25 juin 1883 et fut inscrite sous le numéro 59 du Répertoire des Sociétés de la Côte d’Or. Elle comptait alors 151 membres parmi lesquels 76 vignerons, 17 propriétaires, 6 tonneliers, 2 commissionnaires en vins, 2 cultivateurs, 3 voituriers ; les artisans, au nombre de 45 étaient menuisiers, plâtriers, cordonniers, maçons, couvreurs, tourneurs, charpentiers, jardiniers, tailleurs de pierre, scieurs de long, maîtres d’hôtel, comptables, carriers, selliers, peintres, cantonniers, maréchal-ferrant, bouchers, facteurs et musiciens[réf. nécessaire]. Les avancées sociales, l’augmentation de la taille des exploitations, la généralisation des assurances et de la sécurité sociale firent perdre aux confréries leur important rôle économique. Seules quelques corvées pour dépanner un confrère ont été maintenues jusqu’à nos jours.

### Le renouveau
C’est en 1938, que la plus illustre des confréries bacchiques : la Confrérie des Chevaliers du Tastevin, redonna vie à ces confréries en créant la Saint-Vincent tournante. Cette cérémonie à la fois religieuse et profane associe l’ensemble des communes viticoles, les plaçant tour à tour sous la protection de saint Vincent. La Confrérie de Santenay prit alors le nom de Confrérie de Saint Vincent. Santenay eut l’honneur de recevoir la Saint-Vincent tournante une première fois en 1963, puis en 1989.

### Naissance du grumage
À la suite du succès de la Tournante, la Confrérie de Saint Vincent élargit son champ d’action en 1989. Elle prit alors pour nom : Confrérie de Saint Vincent et des Grumeurs de Santenay, au mois de novembre à la veille des festivités de la Vente des Vins des Hospices de Beaune. Les viticulteurs souhaitaient assurer la promotion de leurs vins, tout en affirmant leurs liens de solidarité et de convivialité, dans l’esprit des traditions bourguignonnes. Au cours des différentes manifestations, les Grumeurs de Santenay rassemblent les amateurs de l’art du bien vivre et portent toujours plus haut le renom des vins de Santenay. Lors des Chapitres, le Grand Conseil adoube de nouveaux Grumeurs qui promettent fidélité au Santenay.

## Les manifestations

### Le grumage des vins de Santenay et son chapitre d'Automne
Le grumage des vins de Santenay et son chapitre d'Automne se déroule le 3e samedi de novembre, précédant ainsi, la prestigieuse vente des vins des Hospices de Beaune.
Déroulement de la manifestation
Le samedi après-midi, de 14h à 17h, tous les producteurs de Santenay sont invités à présenter, à la salle des fêtes de Santenay, leur dernière récolte. Les millésimes précédents sont aussi offerts à la dégustation.
Le moment de l’inauguration, par les personnalités régionales et viticoles, en présence des professionnels, des amateurs et du grand public est alors l’occasion unique de découvrir, en un seul lieu, les caractères organoleptiques de l’année.
Chaque année, ce sont plus de 30 viticulteurs qui présentent personnellement au grumage plus de 200 échantillons de vins de Santenay et Santenay 1er Cru.
Il est bon peut-être de rappeler ici l’étymologie du verbe grumer, « qui vient de la grume » (le grain de raisin dans le vocabulaire bourguignon), et qui signifie déguster un vin jeune, lorsqu’il présente encore ses arômes primaires de fruit. En soirée, le dîner du chapitre d'Automne est servi dans le cadre du château Philippe le Hardi. L’ensemble des trompes du Débuché de Nevers sonne les honneurs et un ensemble folklorique assure l’animation avec son répertoire de chansons à boire.
La cérémonie des intronisations termine la soirée et les nouveaux confrères partent en mission : porter le nom de Santenay à travers le monde.

### Fête des vignerons et Chapitre de la Saint Vincent

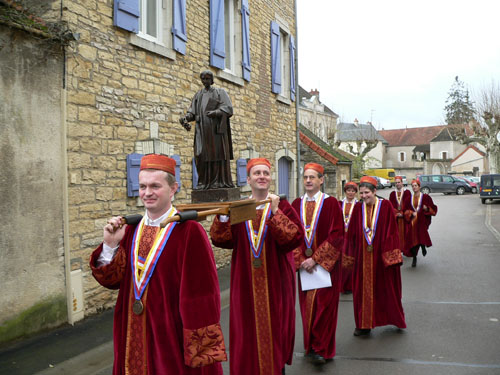
Procession des grumeurs

Chaque année, l’avant dernier samedi de janvier – le samedi le plus proche du 22 — jour de la fête de leur Saint Patron — les vignerons de Santenay se réunissent pour fêter dignement celui qu’ils ont choisi comme protecteur depuis le XVIe siècle.
Déroulement de la manifestation
La messe de Saint Vincent est célébrée en l’église Notre-Dame du rosaire de Santenay, avec la participation du Grand Conseil, en tenue.
Elle est suivie d’une procession dans Santenay et de la réception de la statue de saint Vincent, chez un vigneron qui en aura la garde pendant l’année.
Un vin d’honneur se déroule dans la cuverie où a lieu la réception.
Au cours du repas qui réunit les vignerons, les Grumeurs et leurs amis, il est procédé à de nouvelles intronisations.
Le grand conseil en livrée pourpre et or adoube de nouveaux grumeurs : " par saint Vincent Patron des vignerons et Philippe le Hardi, premier ambassadeur des vins de Santenay " et leur remet la médaille dont le cordon rappelle les couleurs de Santenay.

## Sources
- Site des grumeurs de Santenay